# Donan d'Eigg
Pour les articles homonymes, voir Saint-Donan et Donan.
Donan d'Eigg († 617), aussi appelé saint Donan ou encore saint Donnán, en anglais Donnán of Eigg, était un moine et très probablement un prêtre gaël évangélisateur des Pictes dans le Nord-Ouest de l'Écosse durant l'Âge sombre. Il est un des rares martyrs des origines chrétiennes de l'Écosse.

## Biographie

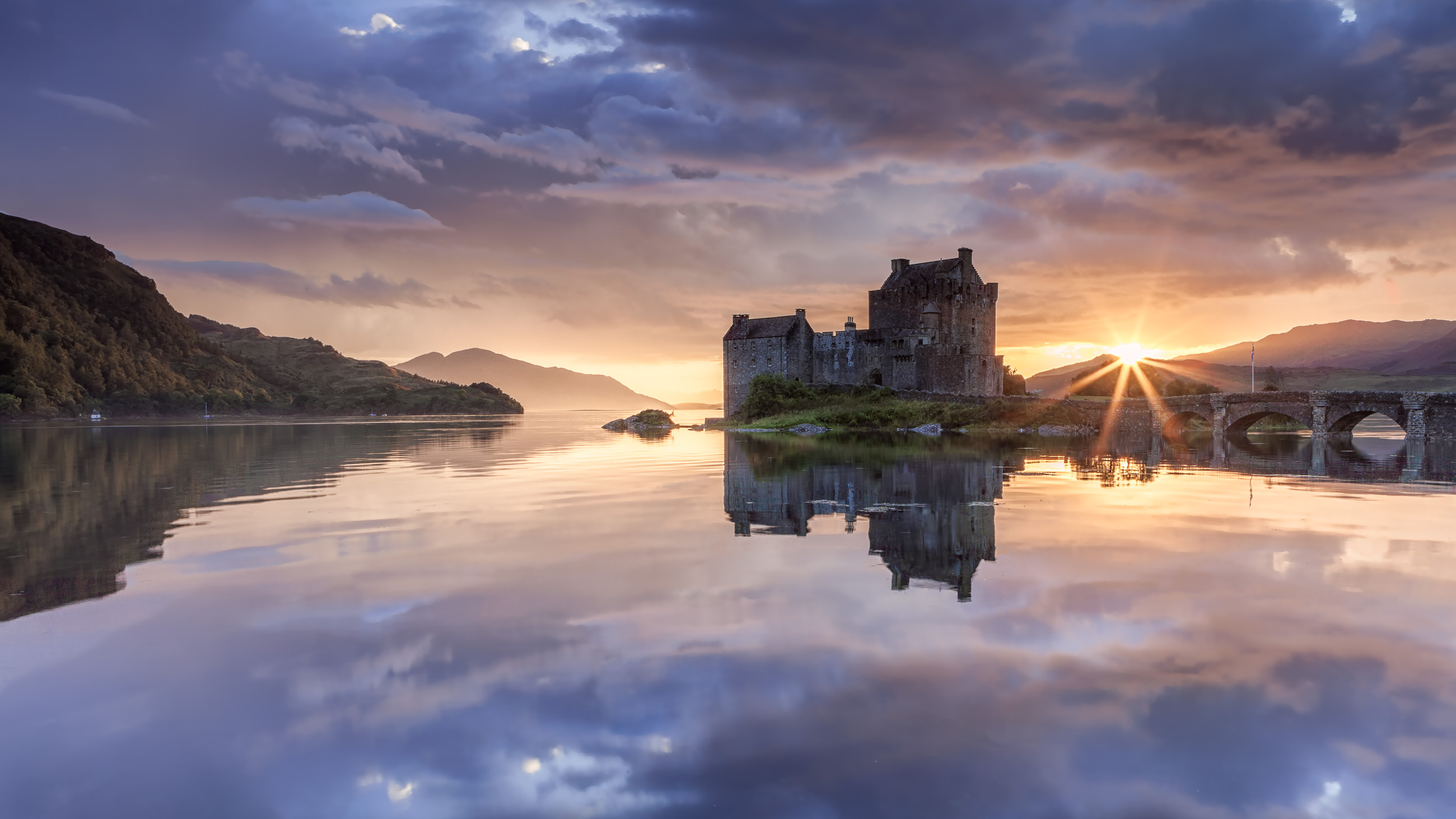
L'île d'Eilean Donan, où Donan D'Eigg vécu en ermite.

La tradition situe le lieu de naissance de saint Donan en Irlande mais à une date inconnue située au cours du VIe siècle. En tant que prêtre de l'Église catholique, il contribue à l'évangélisation des Pictes du Nord-Ouest de l'Écosse en s'y rendant en mission à partir de 580,. Il a vécu en ermite sur Eilean Donan auquel il a donné son nom comme à d'autres lieux en Écosse. Des chapelles et églises lui ont également été consacrées,. 
Il est canonisé après son martyre le 17 avril 617 durant lequel il est brulé vif en compagnie de 150 autres moines par une reine picte païenne. Sa sépulture se trouverait à Kildonan sur l'île d'Arran.

## Dévotion
Saint Donan est le saint patron de l'île d'Eigg. Sa fête est le 17 avril.